# Passeri
Passeri — sinônimo: Passeres — é um clado monofilético que reúne as aves com um órgão vocal desenvolvido para emitir várias notas de sons, assim são usualmente chamados de pássaros canoros (ou óscines). Eles contêm a mais complexa e bem desenvolvida musculatura syrinx do grupo das aves. Além disso, distinguem-se de outras aves pelos seguintes traços: taxa metabólica tende a ser maior quando comparado com outros pássaros do mesmo tamanho, cérebro relativamente grande e habilidades de aprendizado superiores, especialmente as referentes à vocalizações.

## Evolução
A origem desses pássaros canoros remota há 50 milhões de anos no oeste do supercontinente Gondwana — que mais tarde se tornou Austrália, Nova Zelândia e Antártica — e posteriormente se dispersaram por todo mundo. Argumenta-se que foram suas combinações de atributos morfológicos, neurológicos, comportamentais, e adaptações ecológicas que geraram seu sucesso de irradiação incomparável à qualquer outro grupo de aves. A irradiação deste grupo foi tão rápida durante o final do período Terciário que os limites demarcatórios entre as famílias e superdivisões ainda hoje são mal definidas.

## Características
O canto destes pássaros tem intuito essencialmente territorial, uma vez que visa comunicar a identidade e a localização do emissor para outros pássaros, como também emitir gorjeios sexuais. Em contraste, esse canto não deve ser confundido com outras vocalizações usadas para emitir alarmes ou buscar contato, especialmente cruciais para aves que forrageiam ou migram em bando.

## Divisão
Sibley e Ahlquist os agrupam em dois clados: Corvida (corvo relativo), originários da região australiana e da papua; e Passerida (todos outros pássaros canoros), originários da região afro-asiática.

## Sistemática
Sibley e Ahlquist (1990) identificaram dois clados classificados como infraordens dentro da Passeri: Corvida e Passerida. Barker e colaboradores, em 2002, demonstraram que o grupo Corvida era um grado e não um clado.

### InfraordemPasserida

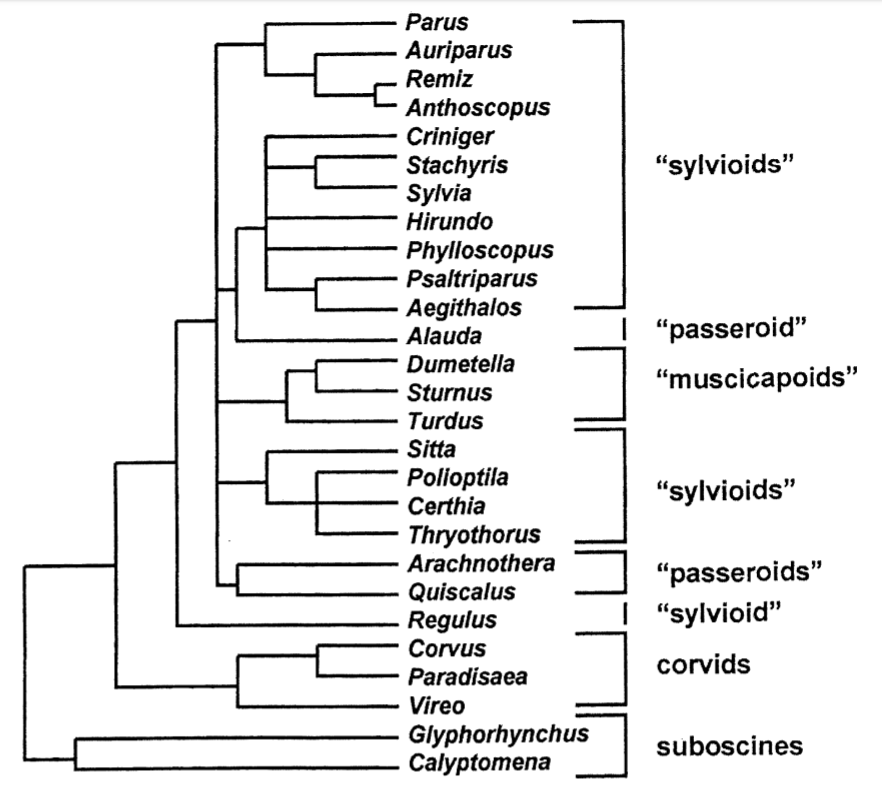
Hipótese das relações dentro de Passerida baseada no DNA - dados de hibridação de DNA (Sheldon and Gill, 1996).

1. Superfamília Sylvioidea
  - Família Sittidae
  - Família Certhiidae
  - Família Paridae
  - Família Aegithalidae
  - Família Hirundinidae
  - Família Regulidae
  - Família Pycnonotidae
  - Família Hypocoliidae
  - Família Cisticolidae
  - Família Zosteropidae
  - Família Sylviidae
  - Família BombycillidaeHipótese das relações dentro de Passerida baseada no DNA - dados de hibridação de DNA  (Sheldon and Gill, 1996).
2. Superfamília Muscicapoidea
  - Família Cinclidae
  - Família Muscicapidae
  - Família Sturnidae

1. Superfamília Passeroidea
  - Família Alaudidae
  - Família Dicaeidae
  - Família Motacillidae
  - Família Nectariniidae
  - Família Melanocharitidae
  - Família Paramythiidae
  - Família Passeridae
  - Família Emberizidae
  - Família Fringillidae
  - Família Icteridae
  - Família Parulidae
  - Família Thraupidae
  - Família Cardinalidae
  - Família Prunellidae
  - Família Motacillidae
  - Família Estrildidae
  - Família Ploceidae
  - Família Viduidae

### InfraordemCorvida
1. Superfamília Menuroidea
  - Família Climacteridae
  - Família Menuridae
  - Família Ptilonorhynchidae
2. Superfamília Meliphagoidea
  - Família Maluridae
  - Família Meliphagidae
  - Família Pardalotidae
3. Superfamília Corvoidea
  - Família Petroicidae
  - Família Irenidae
  - Família Orthonychidae
  - Família Pomatostomidae
  - Família Laniidae
  - Família Vireonidae
  - Família Corvidae
  - Família Callaeatidae
4. Família Picathartidae
  - Gênero Chaetops
  - Gênero Picathartes